# Wybory prezydenckie we Francji w 1988 roku

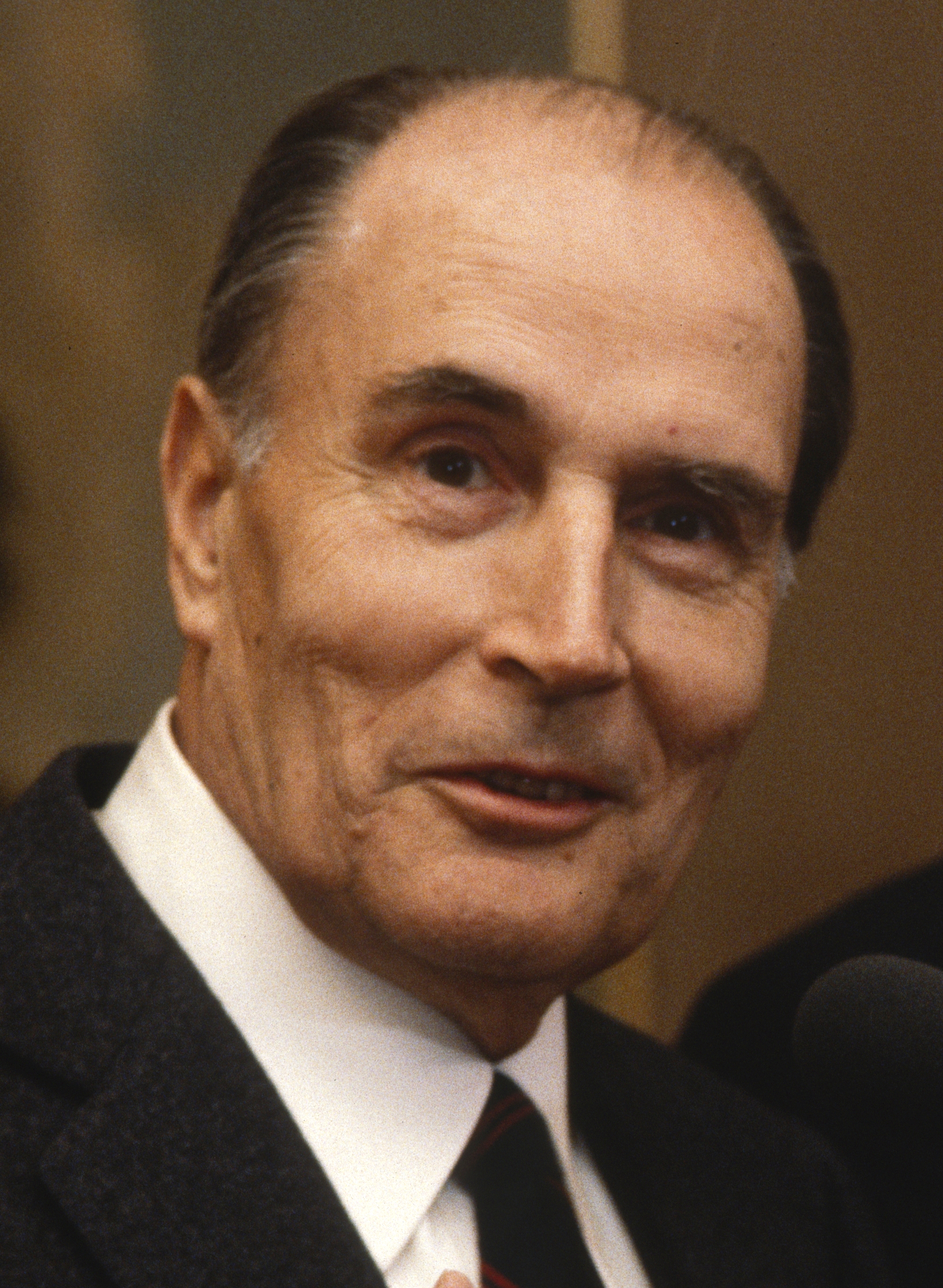
François Mitterrand – zwycięzca wyborów.

Wybory prezydenckie odbyły się na terytorium Francji, Gujany Francuskiej i innych zamorskich terytoriów francuskich w dwóch turach. Do drugiej tury przeszli urzędujący prezydent François Mitterrand z Partii Socjalistycznej oraz Jacques Chirac z Rassemblement pour la République. Ostatecznie, w drugiej turze wygrał François Mitterrand, uzyskując 54,02% wszystkich głosów.

## I tura wyborów
W wyborach wystartowało 9 kandydatów. I tura odbyła się 24 kwietnia 1988.
| Kandydat            | Partia                                                                    | %      |
| ------------------- | ------------------------------------------------------------------------- | ------ |
| François Mitterrand | Parti socialiste (Partia Socjalistyczna)                                  | 34,11% |
| Jacques Chirac      | Zgromadzenie na rzecz Republiki (Zgromadzenie dla Republiki)              | 19,96% |
| Raymond Barre       | Union pour la démocratie française (Unia na rzecz Demokracji Francuskiej) | 16,54% |
| Jean-Marie Le Pen   | Front national (Front Narodowy)                                           | 14,38% |
| André Lajoinie      | Francuska Partia Komunistyczna (Francuska Partia Komunistyczna)           | 6,76%  |
| Antoine Waechter    | Les Verts (Zieloni)                                                       | 3,78%  |
| Pierre Juquin       | odłam Francuskiej Partii Komunistycznej                                   | 3,3%   |
| Arlette Laguiller   | Walka Robotnicza (Walka Robotnicza)                                       | 1,99%  |
| Pierre Boussel      | Parti des travailleurs                                                    | 0.38%  |

## II tura wyborów
Odbyła się 8 maja 1988 roku, przeszli do niej François Mitterrand oraz Jacques Chirac.
| Kandydat            | Partia                                                       | %      |
| ------------------- | ------------------------------------------------------------ | ------ |
| François Mitterrand | Parti socialiste (Partia Socjalistyczna)                     | 54,02% |
| Jacques Chirac      | Zgromadzenie na rzecz Republiki (Zgromadzenie dla Republiki) | 45,98% |